# Christian Anton Gabaléon de Salmour
Christian Anton Joseph Pierre Jean, comte Gabaléon de Salmour (né le 22 février 1755 à Turin, mort le 5 avril 1831 à Rome), était un militaire, diplomate puis homme politique d'origine piémontaise des XVIIIe et XIXe siècles. 

## Biographie
Né à Turin d'une famille distinguée, le comte Gabaléon de Salmour servit d'abord dans les troupes du roi de Sardaigne et passa ensuite au service du roi de Saxe. Il acquit en Saxe de grandes propriétés. Passé dans la diplomatie, il devint ministre plénipotentiaire auprès du Directoire.
Grand-cordon des Ordres de Pologne et possesseur de propriétés considérables à Turin et en Saxe, le comte Gabaléon fut désigné par le Sénat conservateur, le 6 janvier 1813, pour représenter au Corps législatif le département du Pô (1813-1814).
Il fut fait chevalier de l'Empire et de l'Ordre de la Réunion le 19 juin 1811.
Il adhéra le 3 avril 1814 à la déchéance de Napoléon Ier, et donna, le 8, son consentement à l'acte constitutionnel.
Il se retira à Vienne (Autriche), puis à Turin, où il fut nommé gouverneur de la Savoie.
Il se démit de ces fonctions le 18 juillet 1830, pour raisons de santé, et mourut quelques mois après.

## Vie familiale
Gabaléon de Salmour était fils de l'« illustrissime » seigneur Joseph, comte de Salmaur (de), gentilhomme de la chambre du roi de Saxe, et de l'« illustrissime » dame Isabelle née comtesse Łubieńska ; et petit-fils de Christoph August von Wackerbarth (de), grand maître de l'artillerie sous Victor-Amédée III.

## Décorations
- Grand cordon des Ordres de Pologne ;
- Chevalier de l'Ordre de la Réunion (19 juin 1811).

## Titres
- Comte Gabaléon de Salmour ;
- chevalier de l'Empire

## Règlement d'armoiries
« Armes du Comte Gabaléon de Salmour : D'azur, au lion d'or armé et lampassé de gueules, au chef chargé d'un coq de gueules adextré d'une rose du même et sénestré d'un chardon au naturel. »

« Armes de Chevalier de l'Empire : Tiercé en fasce, savoir : le 1, parti d'argent et d'azur : l'argent chargé d'un coq de gueules adextré d'une rose et sénestré d'un chardon au naturel ; l'azur, au lion d'or armé et lampassé de gueules ; le 2, d'or chargé à dextre d'un vol ouvert de sable, à sénestre d'une tête de bœuf en rencontre aussi de sable, traversée en bande d'une épée d'argent, la pointe en bas (Łubieński) ; le 3, d'azur chargé du signe des chevaliers de l'Ordre impérial de la Réunion. »